# الفيش الاسفل (الملاح)

تعديل مصدري - تعديل

الفيش الاسفل هي إحدى قرى عزلة الملاح بمديرية الملاح التابعة لمحافظة لحج، بلغ تعداد سكانها 115 نسمة حسب تعداد اليمن لعام 2004.